# Incisalia angustinus
Incisalia angustinus är en fjärilsart som beskrevs av John Obadiah Westwood. Incisalia angustinus ingår i släktet Incisalia och familjen juvelvingar. Inga underarter finns listade i Catalogue of Life.